# Encarnación de Díaz
Encarnación de Díaz, aussi appelée « La Chona », est une ville et une municipalité de la région de Altos Norte dans l’État de Jalisco au Mexique. Elle fait partie de la macro-région du Bajío.